# Xubida chiloidellus
Xubida chiloidellus es una espècie de lepidòpter ditrisi de la família dels cràmbids (Crambidae). Va ser descrita per William Barnes i James Halliday McDunnough el 1913. És troba a l'Amèrica del Nord, on ha estat vista a Arizona.